# Batocerini
Batocerini — триба жуків-вусачів з підродини ляміїн.

## Опис
Переднегрудь перед передніми тазиками досить довга; голова не може сильно підгинатися до тазиком. Тіло дуже велике.

## Систематика
У складі триби:
- Thomson
- Anapriona
- Apriona
- Aprionella
- Batocera
- Doesburgia
- Megacriodes
- Parapriona
- Pseudapriona
- Rosenbergia